# La vida de sant Alexis
La vida de sant Alexis és un conjunt de poemes anònims del segle xi considerat el text més antic escrit en francès, amb una gran influència de les cançons de gesta. Es considera el document escrit que inicia la literatura en francès i que marca l'inici de l'hagiografia, tendència literària que va perdurar diversos segles i va generar nombroses obres literàries centrades en la vida de Sants i Santes, una de les més conegudes és la Vida de Santa Maria Egipcíaca. Una de les primeres versions i la més completa està conformada per 125 quintilles de versos decasílábicos en assonant.

## Descripció
Va ser escrita al voltant de l'any 1045 tot i que les versions que ens han arribat són posteriors; la més antiga és del 1120. Es creu que l'autor era normand o anglonormand, de formació clerical. És composta per estrofes regulars de 5 versos decasíl·labs (625 versos en total), correctament elaborada i d'una tècnica literària de gran qualitat. Va ser transmesa inicialment sota el signe de l'oralitat i marca l'origen de l'hagiografia en vers en llengua romànica, predecessora de nombroses obres posteriors amb la mateixa temàtica com La vie de sainte Marie l'égyptienne de Rutebeuf, La vie de saint Thomas Becket, La vie de sainte Marguerite i La vie de saint Nicolas de Wace, o La vie de saint Eustache de Benoît.
En l'actualitat, hi ha documentades vuits versions escrites en francès, algunes en proses i altres en rima, remuntantse les més antigues al segle xi. Les versions conservades procedeixen del segle xii, però l'original, es va escriure al segle xi i va ser transmesa per tradició oral fins a la seva redacció en text escrit. Per la seva configuració sembla que es va formar per ser representada a un escenari.
Pel que fa a llenguatge utilitzat es veu una evolució de les primeres versions o els fragments més antics, on s'usa una varietat de llengua més propera al anglo-normand, fins a les versions més completes del segle xii on s'observa una llengua francesa de caràcter més romànic tot i que encara sense conformar del tot. Posteriorment va ser adaptat a altres idiomes europeus, el que va contribuir al seu major coneixement i difusió en el món occidental. Això no obstant, també hi ha testimoni d'aquest text literari a Síria, Grècia, i en països eslaus de l'Est d'Europa.

## Argument
Alexis va ser el fill d'un senador romà de bona posició. Els seus pares li van imposar un matrimoni no desitjat, però que ell, per respecte als seus pares accepta amb gran disgust perquè no volia casar-se sinó amb Déu. No obstant això, el dia del seu casament, penedit, decideix escapar-se d'amagat en un vaixell per dedicar la seva vida a la religió, difondre la paraula de Déu i viure la seva fe. El vaixell arriba a Síria on reparteix la seva fortuna entre la gent pobra i després es dedica a la pregària i la vida humil, havent de subsistir gràcies a la mendicitat durant 17 anys. Viu a l'entorn del Santuari de Santa Maria d'Edessa, consagrant les seves pregàries a aquesta verge. El text de la cançó explica que ocorre un miracle i que la imatge de la verge s'il·lumina i li demana al clergue responsable del santuari que li faciliti allotjament digne al sant.
Després del miracle s'embarca de nou amb direcció a Tarsos, però una tempesta desvia el navili i acaba a les costes d'Itàlia. Llavors torna a Roma i un cop allà, busca la trobada amb el seu pare, i d'incògnit li demana aixopluc per caritat, i aquest li concedeix un buit a casa, sota unes escales, amb la condició que el Sant dediqui les seves oracions a la tornada del seu fill perdut. Allí roman sense ser reconegut altres 17 anys a la casa paterna, sense que arribés a ser descobert, vivint de les sobres i de la caritat. Al llarg d'aquest temps, va veient el sofriment del seu pare, de la mare i de la seva esposa i malgrat la profunda tristesa que li causa el patiment dels altres, no revela la seva identitat.
Allí roman fins a la seva mort, sota unes escales que eren les de casa pròpia. En aquest temps combina la pregària i l'escriptura. Rep el mandat de Déu d'escriure la seva pròpia vida, i per això, intuint Alexis que la seva mort està propera, redacta un document on narra les seves vivències de sacrifici i humilitat, lloant els valors de la pobresa, la penitència, l'austeritat, la pietat i el bé al proïsme.
Quan mor, se senten veus a la Basílica de Roma que demanen trobar al Sant. Al final, a la casa del senador, troben el seu cos amb el pergamí a la mà. En llegir l'escrit es va crear un gran enrenou a Roma i es van celebrar funerals durant set dies amb gran afluència de públic.

## Investigació
Molk U. a la revista Cahiers de Civilitacion Médievale Poitiers hi publica La Chanson de Saint Alexis et le culte du saint en France aux XI et XII siècles, on analitza el poema i exposa la seva argumentació sobre l'origen i l'estimació de dates d'escriptura entorn del segle xi, indicant que podria tractar-se de l'adaptació al francès d'un document anterior. Descriu el culte al sant al llarg dels segles posteriors a les terres del nord de França.
Així mateix, Joseph E. Price, en 1997 va realitzar una transcripció completa i detallada juntament amb la seva traducció a l'anglès. En l'enllaç podem veure clarament ordenats els versos i la seva traducció a l'anglès per facilitar la lectura del francès antic.
D'especial utilitat resulta el document de treball de la Universitat de Texas (Centre d'Investigacions Lingüístiques) on podem disposar de la versió en francès antic, detallant vers per vers i paraula per paraula tot el romanç, que és analitzat lingüísticament i traduït paraula a paraula indicant els mots de francès antic en francès actual i la seva traducció a l'anglès el que permet un acostament a l'estructura i el lèxic del francès antic. Així mateix disposa d'una traducció completa de la Chanson a l'anglès i una detallada anàlisi gramatical de les formes verbals, els articles i les construccions de subjuntiu.
Pel que fa a Espanya, la llegenda de Sant Aleix ha gaudit d'una extensa trajectòria, és de destacar dos estudis: «Versiones españolas de la leyenda de San Alejo», publicat a Nueva Revista de Filología Hispánica número 3 (1949): pp. 326-52 i «The Old Spanish San Alejo: Horizon of Expectations and Reworkings», publicat per The Philology of the Couple, editat per Lionel J. Friedman, en un número especial de la revista French Forum 14 (1989): 459-74.